# Przy sadzeniu róż
Przy sadzeniu róż – wiersz Seweryna Goszczyńskiego oraz pieśń, znana także pod tytułem Sadźmy róże.

## Powstanie
Utwór narodził się po powstaniu listopadowym, pod koniec 1831, w Mikołajowicach koło Tarnowa. Goszczyński, zmuszony do opuszczenia Królestwa Polskiego, przez kilkanaście miesięcy (1831–1832) przebywał w tamtejszym dworku swojego przyjaciela Józefa Tetmajera. 
W oryginale wiersza, pod jego tytułem, znajduje się dedykacja „Do M. S.”, oznaczająca Michała Szweycera. 
Do wiersza dodano melodię nieznanego autora, pochodzącą z pieśni, którą wcześniej śpiewali zesłańcy wygnani na Syberię.

## Historia i wykonania
Już w pierwszych latach istnienia harcerstwa pieśń Sadźmy róże była śpiewana przez harcerki (m.in. Olgę Drahonowską i Jadwigę Falkowską) we Lwowie. W latach 1939–1945 utwór (w nieco zmienionej wersji) stał się bardzo popularny wśród młodzieży. Pieśń tę obrała sobie wówczas jako hymn Warszawska Chorągiew Harcerek. Utwór ten był też śpiewany w czasach „Solidarności”.
Pieśń była wykonywana przez Antoninę Krzysztoń i znalazła się na jej płycie Czas bez skarg.